# Tanya Oxley
Tanya Oxley, född 13 maj 1979, är en friidrottare från Barbados. Hon deltog vid olympiska sommarspelen 2000.